# Cepora julia
Cepora julia är en fjärilsart som beskrevs av William Doherty 1891. Cepora julia ingår i släktet Cepora och familjen vitfjärilar. Inga underarter finns listade i Catalogue of Life.